# Netcraft
Netcraft ist ein britisches Internetdienstleistungs-Unternehmen mit Sitz in Bath.

## Leistungen
Das Unternehmen bietet Leistungen in den Bereichen internet security services, data research and analysis und Werbung an.
Bekannt ist die Firma vor allem wegen der Marktanalysen im Bereich Webserver und Webhosting. Außerdem bietet Netcraft eine kostenlose Anti-Phishing-Toolbar für die Browser Internet Explorer und Firefox.
Zu den weiteren, insbesondere für größere Unternehmen interessanten Dienstleistungen gehören die Durchführung und Auswertung vieler Aspekte des Internets. Netcraft ist bereits seit 1995 auf diesem Gebiet tätig und gilt daher als einer der erfahrensten Anbieter unter denen, die
- Betriebssysteme
- Internetdienste
- verschlüsselten Transaktionen
- E-Commerce und
- Scriptsprachen

anbieten sowie entwickeln.
Das Unternehmen bietet an, Angebote, Produkte und Entwicklungen wie die oben genannten auf ihre Sicherheit und Zuverlässigkeit zu überprüfen.
Zu den größten Kunden gehören laut Netcraft unter anderem British Telecom, Capita, John Lewis & Partners, Microsoft und Securicor.